# Peranabrus scabricollis
Peranabrus scabricollis är en insektsart som först beskrevs av Thomas, C. 1872.  Peranabrus scabricollis ingår i släktet Peranabrus och familjen vårtbitare. Inga underarter finns listade i Catalogue of Life.